# Ornithodes harrimani
Ornithodes harrimani is een tweevleugelige uit de familie Pediciidae. De soort komt voor in het Nearctisch gebied.